# Alejandro III de Rusia
Alejandro III de Rusia (San Petersburgo, 10 de marzo de 1845-Livadia, Yalta, 1 de noviembre de 1894) fue Zar del Imperio ruso, Rey de Polonia y Gran Duque de Finlandia de 1881 a 1894. 
Segundo hijo varón de Alejandro II y de la emperatriz María de Hesse-Darmstadt. En 1865, se convirtió en zarévich al fallecer en Niza su hermano mayor, el zarévich Nicolás, con cuya prometida, la princesa Dagmar de Dinamarca (María Fiódorovna) contrajo nupcias. Asimismo, fue padre del último zar de Rusia, Nicolás II.
Lo más destacado de su gobierno fue su clara orientación conservadora. A diferencia de su padre, pero siguiendo el modelo de su abuelo, se adhirió a la política de ortodoxia, nacionalismo y autoritarismo que promovió su abuelo Nicolás I. En el plano internacional, mantuvo una clara política pacifista mediante la forja de tratados con potencias extranjeras, como la conocida alianza franco-rusa. Debido a que durante su mandato no se produjo ni una sola guerra, fue conocido con el sobrenombre de «El pacificador».

## Semblanza y personalidad
Tanto en físico como en personalidad, Alejandro III difería mucho tanto de su padre y predecesor, Alejandro II, como de su hijo y sucesor Nicolás II.
El artista Aleksandr Benois describió a Alejandro III con una apariencia más propia de un campesino que del emperador de toda Rusia. Benois lo describió con una apariencia poderosa, temible, y tras conocerlo en alguna otra ocasión, lo definió como un hombre simple, pero a la vez amable y de actitud cercana.
No solo en el físico era distinto de su padre, Alejandro, sino que también carecía de la elegancia y los modales refinados que tenían tanto su progenitor como su hijo; solía tener una actitud muy directa y de modales bruscos. Su aspecto tosco hacía juego con su robusta apariencia (medía alrededor de 1,93 metros de estatura) y su gran fuerza física. En el lado izquierdo de su cara poseía un quiste sebáceo que lo acomplejaba en gran manera. En su juventud, tenía una fuerza excepcional: doblaba monedas con los dedos y rompía herraduras, con los años se volvió obeso y voluminoso, pero incluso entonces, según los contemporáneos, había algo elegante en su figura. Estaba completamente desprovisto de la aristocracia inherente a su abuelo y en parte a su padre. Incluso en la forma de vestirse, había algo deliberadamente sin pretensiones. A menudo podía vérselo con botas de soldado con pantalones metidos en ellas. En casa, llevaba una camisa rusa con un patrón de color bordado en las mangas. Caracterizado por la frugalidad, a menudo aparecía con pantalones gastados, una chaqueta, abrigo o abrigo corto de piel y botas.
La sede principal del emperador era el Palacio de Gátchina tras experimentar el golpe de asistir al asesinato de su padre. El palacio fue entonces conocido como la «Ciudadela de la Autocracia» debido a las políticas reaccionarias del Zar. Alejandro vivió en el palacio durante la mayor parte de su reinado. Aquí, hizo sus comunicados oficiales, recepciones diplomáticas, representaciones teatrales, bailes de máscaras y otros eventos de entretenimiento. En 1880, introdujo importantes modernizaciones en el palacio, como la instalación de electricidad y de la red telefónica, y la sustitución de canalizaciones de saneamiento y de los fuegos de saneamiento por calefacción central. Durante mucho tiempo vivió en el Palacio de Peterhof y en el Palacio de Catalina, y cuando llegó a San Petersburgo, se quedó en el Palacio Aníchkov al cual le dio nueva vida asegurando su resurgimiento en una variedad de históricos estilos. No le gustaba el Palacio de Invierno. La etiqueta de la corte y el ceremonial bajo Alejandro se hicieron mucho más simples. Redujo enormemente el personal del ministerio de la corte, redujo el número de sirvientes e introdujo una estricta supervisión del gasto de dinero. Los vinos extranjeros caros fueron reemplazados por crimeos y caucásicos, y el número de bolas se limita a cuatro por año.
Sin embargo, se gastó mucho dinero en la compra de arte. El emperador Alejandro III en su juventud estudió dibujo con el profesor de pintura Nikolái Tijobrázov. Más tarde, Alejandro Aleksándrovich reanudó las clases y continuó dibujando con su esposa María Fiódorovna bajo la guía del académico Alekséi Bogoliúbov. Después de su ascenso al trono, Alejandro III, debido a su carga de trabajo, abandonó sus estudios en las artes, conservando un amor por el arte, de por vida.
El emperador era un coleccionista apasionado, solo superado en esto por Catalina II. El Palacio de Gátchina se convirtió literalmente en un almacén de tesoros invaluables. Las adquisiciones de Alejandro (pinturas, objetos de arte, alfombras y similares) ya no cabían en las galerías del Palacio de Invierno, Aníchkov y otros palacios. Alejandro III reunió una extensa colección de pinturas, esculturas, artes decorativas y aplicadas. Después de su muerte esta colección fue transferida por Nicolás II al Museo Ruso.
Al igual que su padre, Alejandro era aficionado a la caza y la pesca. A menudo, en el verano, la familia real se iba a los escollos finlandeses. El coto de caza favorito del emperador era Parque nacional Belovézhskaya Puscha. A veces, la familia imperial, en lugar de relajarse en las esquinas, partía hacia el Principado polaco de Lovic, y allí se dedicaban a juegos de caza, especialmente a la caza de ciervos, y la mayoría de las veces terminaban sus vacaciones con un viaje a Dinamarca, al Castillo de Bernstorf, donde los familiares coronados de Dagmar se reunieron de toda Europa. Durante las vacaciones de verano, los ministros solo podían distraer al emperador en casos de emergencia, pero durante el resto del año, Alejandro se dedicó por completo a los negocios.
El emperador tocaba profesionalmente el trombón y el barítono-helicón (una especie de saxhorn). Siendo todavía un príncipe, ordenó al compositor Nikolái Rimski-Kórsakov un concierto para trombón y orquesta. Sostuvo una banda de música en la que tocaba una vez por semana toda su vida. 
El ministro Serguéi Witte describió a Alejandro III como «una persona de inteligencia común, inclusive por debajo de la media. Debajo del nivel medio estuvieron sus capacidades y su educación»; asimismo, señalaba que Alejandro «parecía un muzhik (paisano) de la Rusia central». Pese a su escasez de aspiraciones intelectuales y filosóficas, Alejandro era un entusiasta de la música y un mecenas del ballet, del que era aficionado.

## Biografía

### Zarévich
Como segundo hijo del zar Alejandro II de Rusia y de María Aleksándrova, Alejandro no estaba destinado a convertirse en zar, puesto que contaba con un hermano mayor, Nicolás. En 1864, Nicolás acudió a Dinamarca para pedir en matrimonio a la princesa Dagmar de Dinamarca; sin embargo, estando en Italia su salud se deterioró gravemente, y fallecería en abril de 1865. Alejandro, tras enterarse de la muerte de su hermano mayor, acudió a Niza (lugar donde su hermano había expirado). En ese momento, Alejandro pasaba a ser el nuevo heredero de la Corona rusa.
Bajo la tutela del conservador Konstantín Pobedonóstsev, Alejandro adquirió de su tutor los principios de patriotismo y ortodoxismo que conservó durante su vida. Si bien era el heredero de la Corona, Alejandro apenas tuvo participación en la política del imperio entre 1865 y 1881, ya que además su ideología difería del talante liberal del zar. Las relaciones entre padre e hijo también se enfriaron cuando Alejandro II trasladó a su amante, Catalina Dolgorúkova, al Palacio de Invierno.
Antes de contraer matrimonio con Dagmar de Dinamarca, Alejandro, siendo todavía zarévich, se enamoró de una de las damas de honor de su madre, llamada María Meschérskaya, conocida con el apelativo de «Dúseñka». En mayo de 1866, informó a su padre de sus deseos de contraer matrimonio con María, pese a saber que sería morganático y estaría obligado a renunciar al trono. Presionado por su padre el zar para aceptar casarse con Dagmar, la prometida de su fallecido hermano mayor, Alejandro se despidió para siempre de su amada.
Tras casarse en 1866, Alejandro comenzó a participar en las reuniones del Consejo de Estado y en los Consejos de Ministros. En la Guerra ruso-turca (1877-1878) dirigió un destacamento en el este de la región del Danubio.

### Emperador de Rusia

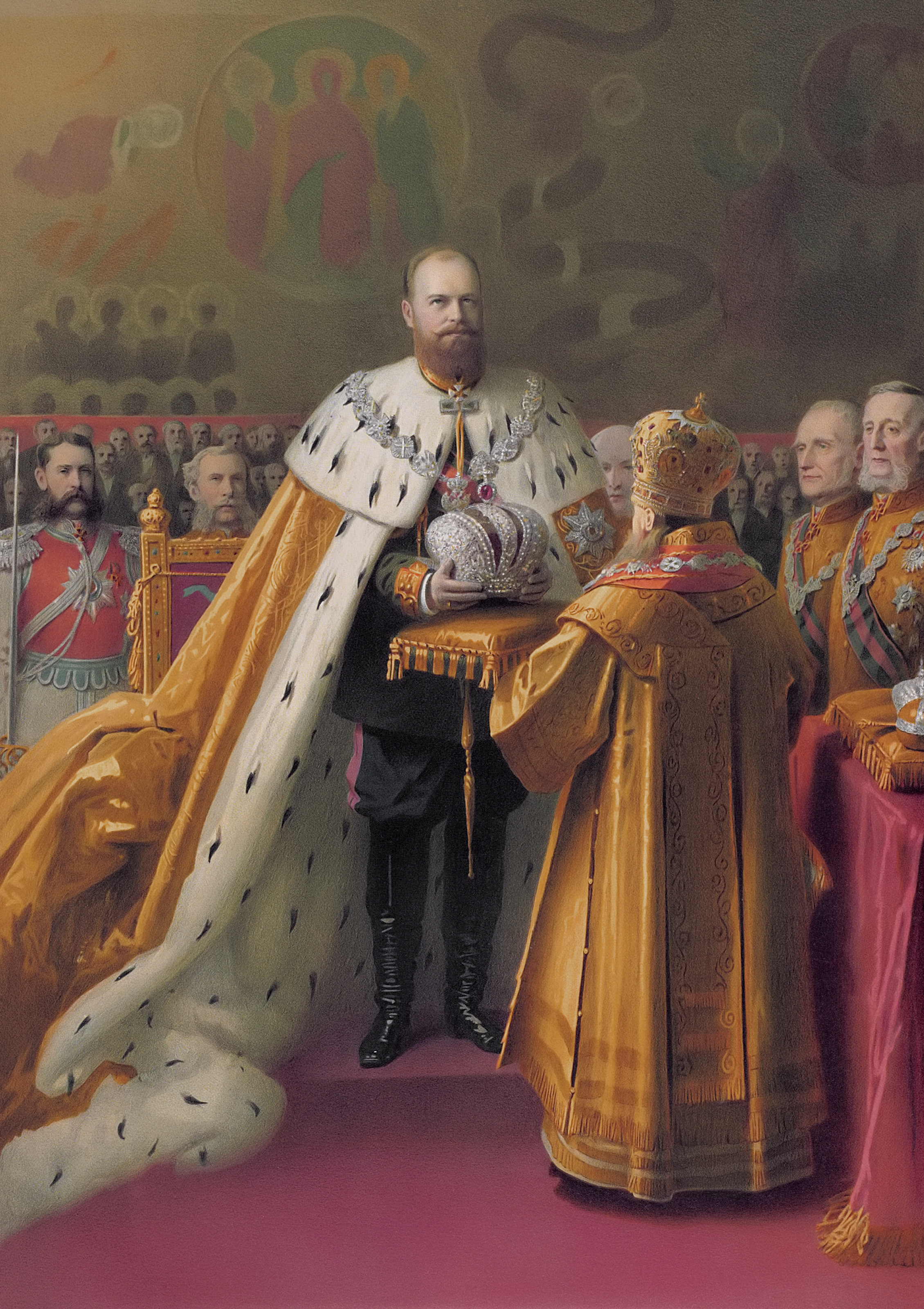
Coronación del zar Alejandro III

#### Política interior
En 1881, Alejandro II era asesinado en un atentado terrorista y Alejandro Aleksándrovich se convertía en el nuevo zar el 13 de marzo de 1881, siendo oficialmente coronados él y su mujer el 27 de mayo de 1883.
Distanciándose de la política liberal y conciliadora de su padre, Alejandro restauró los principios de ortodoxia, autocracia y nacionalismo de su abuelo Nicolás I. Bajo estos ideales, Alejandro situó al ruso en una situación de preponderancia sobre los demás idiomas del imperio. Esta política autocrática fue apoyada por quien sería su más cercano colaborador, Konstantín Pobedonóstsev, aparte de otros ministros como Dmitri Tólstoi (ministro de Educación y luego del Interior) o Iván Durnovó (ministro del Interior tras Tolstói). La hambruna y epidemia de los años 1891-1892 causaron que se implementaran políticas liberales, como la introducción de los zemstvos para paliar la crisis.
Alejandro practicó una política de «ahorro» dentro de la propia Corte. Se disminuyó el presupuesto general de Palacio (valga como ejemplo la suspensión de la adquisición de vinos extranjeros, que fueron reemplazados por vinos autóctonos del Cáucaso y Crimea), y los famosos bailes se celebraron contadas veces a lo largo del año. Por otro lado, el zar fue prolífico en la adquisición de obras de arte, hoy día conservadas en el Palacio de Invierno y en distintos museos.

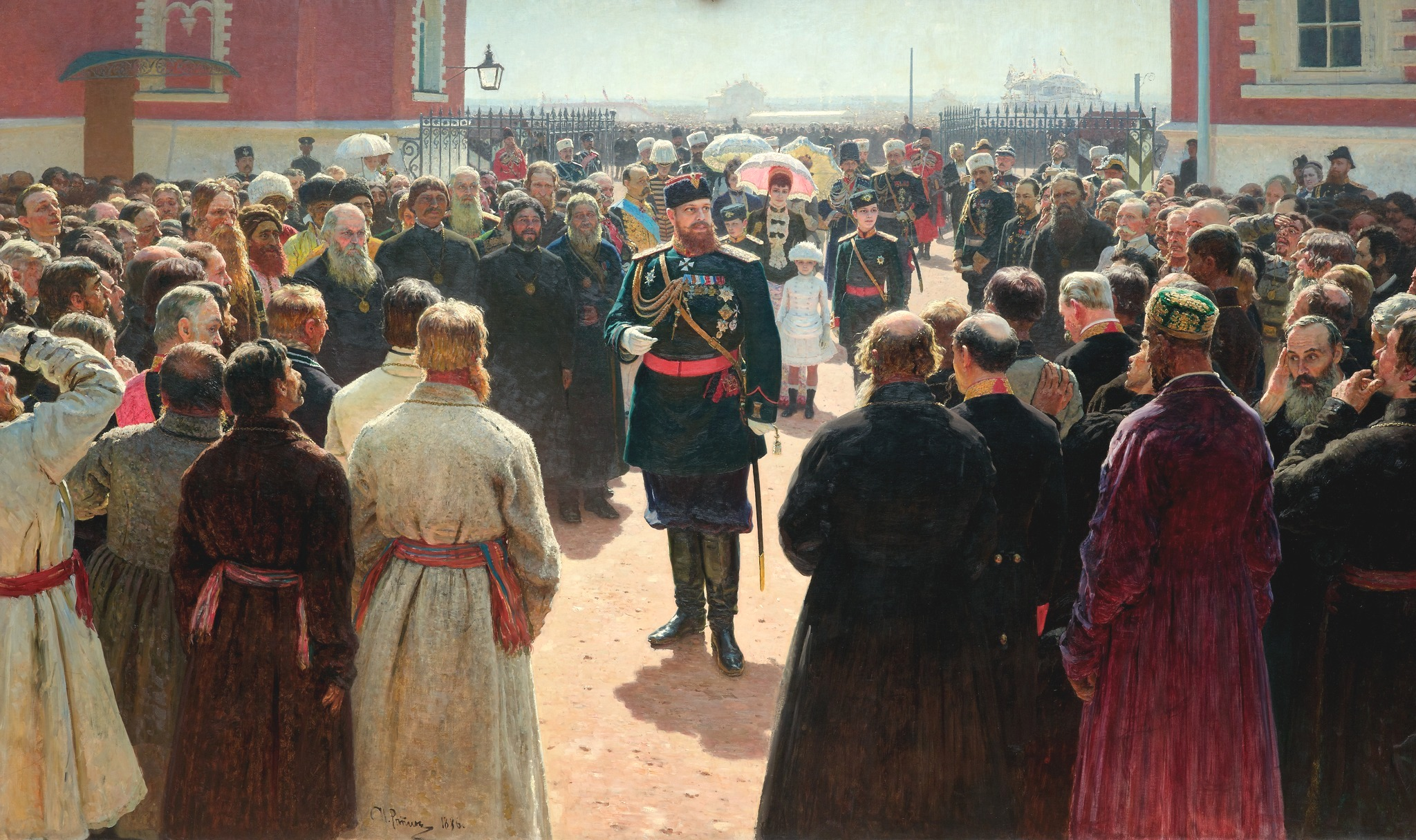
Recepción de Alejandro III a los decanos de los distritos rurales en el patio del Palacio Petrovski en Moscú, cuadro de Iliá Repin

En agosto de 1881, promulgó una ley que aumentaba el poder de la Ojrana para controlar la sociedad rusa, reprimir los movimientos revolucionarios y, especialmente, dictar el estado de excepción.
El 3 de mayo de 1892, a propuesta del ministro del Interior Nikolái Ignátiev, Alejandro promulgó la ley denominada Reglamento temporal acerca de los judíos (también llamada Reglamento de mayo, May Laws) que restringía drásticamente los lugares de residencia de los judíos en Rusia, prohibiendo trabajar los domingos y festivos cristianos. De esta manera los judíos eran privados de la posibilidad de establecerse en las zonas rurales (desmantelando las shtetl) y se les limitaba el acceso a la educación y a sus derechos legales. Mientras bajo el reinado de Alejandro II hubo una tregua y un período de tolerancia religiosa en Rusia, Alejandro III reanudó un período de persecución. Los sentimientos antisemitas se intensificaron durante su reinado, y cientos de miles de judíos abandonaron Rusia, la mayoría a Estados Unidos.

#### Política exterior
La política de Alejandro, si bien irónicamente fue mucho más represiva a nivel interno, destacó por promover una visión pacifista de las relaciones exteriores.

Ninguna persona que tenga corazón puede desear la guerra, y todo gobernante al que Dios le entregó un pueblo debe tomar todas las medidas necesarias para evitarle los horrores de la guerra
Alejandro III

Tras la guerra con Turquía, Rusia acometió la incorporación de Turkmenistán a sus fronteras. Con la China de los Qing se crearon tratados comerciales que permitieron el anclaje de barcos rusos en los puertos chinos y la llegada de representaciones comerciales rusas. En Asia Central el principal objetivo fue evitar un conflicto abierto con el Reino Unido, algo a lo que casi se llegó en 1885 durante el incidente de Panjdeh.
Durante la primera década de su reinado, Alejandro III mantuvo viva la Liga de los Tres Emperadores junto al Imperio alemán y Austria-Hungría. Para 1890, la renuncia del canciller Otto von Bismarck y el desdén con el que káiser Guillermo II trataba a Rusia, junto con su favoritismo hacia Austria-Hungría, motivaron a Alejandro a tentar una alianza con Francia, que se hizo efectiva en 1892. El principal constructor de las relaciones exteriores rusas fue el brillante político Nikolái Girs, ministro de Exteriores entre 1882 y 1895. Girs fue el artífice de la alianza franco-rusa que se fraguó en 1892 y que culminó en la famosa Triple Entente. Girs persuadió a Alejandro de mantener una política pacifista basada en la alianza con otras potencias que permitiera salvaguardar sus fronteras. La visión de Girs consiguió imponerse durante todo el reinado de Alejandro III, lo que motivó que durante su reinado no se produjese ni una sola guerra.
El alejamiento de Rusia hacia Alemania causó el auge de sentimientos anti-germanos en el imperio, motivados por la influencia extranjera (concretamente alemana) que existía dentro de la corte rusa (ya Rasputin acusaba a la aristocracia de «no poseer una gota de sangre rusa», en alusión al origen alemán de muchos de ellos). Alejandro siempre mantuvo una marcada línea eslavófila, en contraposición a su padre que era germanófilo, pero su naturaleza flemática le hizo no insistir en sus sentimientos abiertamente. Tras la Guerra franco-prusiana, el zar comenzó a observar que Rusia necesitaba mejorar su situación si no quería acabar como Francia en un posible conflicto con los alemanes.
En 1886, envió a su farmacéutico personal, Mordejai Lapidot, un hombre de Minsk, a Palestina, para establecer una farmacia para la Iglesia rusa, que serviría a miles de peregrinos a Jerusalén. [cita requerida]

### Vida familiar
Tras el asesinato de su padre, el nuevo zar interpretó que el Palacio de Invierno no era lo suficientemente seguro, trasladándose con su familia al Palacio de Gátchina, situado al sur de San Petersburgo. Su obsesión por la seguridad le hizo visitar, fuertemente protegido, San Petersburgo en ciertas ocasiones, pero incluso en esos momentos prefirió alojarse en el Palacio Aníchkov.
Casi todos los veranos, Alejandro solía acudir junto a su esposa e hijos a las reuniones familiares que celebraba el rey Cristián IX de Dinamarca en el Palacio de Fredensborg y el Palacio Bernstorff. A estos acontecimientos acudió en alguna ocasión su cuñada, la reina Alejandra de Dinamarca esposa del rey Eduardo VII o el rey Jorge I de Grecia junto con su esposa Olga Konstantínova Románova, prima del zar. Alejandro llegó a disfrutar la relativa paz y libertad con la que residía en Dinamarca, en contraste a la extrema seguridad que poseía en Rusia.
En 17 de octubre de 1888, el tren imperial descarriló a consecuencia de un atentado cerca de Borki, en la Gobernación de Járkov. El propio zar levantó el techo colapsado del tren mientras sus hijos escapaban.
Su relación con sus hermanos fue bastante cercana, excepto con su hermano menor Vladímir Aleksándrovich Románov, al que consideraba un ambicioso, rivalidad que también se plasmaba en la mala relación que mantenían sus respectivas esposas. Alejandro tampoco le perdonó el hecho de que, estando su hermano en Francia, no regresara a Rusia tras enterarse del accidente de tren que sufrió en Borki y que a punto estuvo de causarles la muerte.

### Enfermedad y fallecimiento
En 1887, un grupo de personas de la organización Naródnaya Volia también planeó asesinar a Alejandro III. Entre los cómplices de la conspiración se encontraba Aleksandr Uliánov (hermano mayor de Vladímir Ilich Uliánov (Lenin)), quien fue condenado a muerte y ahorcado el 5 de mayo de 1887.
En 1894, Alejandro contrajo una nefritis. La reina Olga de Grecia le ofreció el Palacio de Mon Repos, en la isla de Corfú, para que el zar se recuperara. Pero cuando Alejandro llegó a Crimea para continuar viaje hasta Grecia, ya estaba demasiado débil para seguir viajando.
El zar se asentó en el Palacio de Livadia donde empezó a ser visitado por sus familiares. Alejandro falleció en la tarde del 1 de noviembre de 1894 en brazos de su esposa, a la edad de 49 años. Su cuerpo fue trasladado desde Livadia hasta San Petersburgo, y fue enterrado en la Fortaleza de San Pedro y San Pablo.
Su prematuro y repentino fallecimiento dejaron a su joven e inexperto hijo Nicolás con la tarea de liderar una nación con una profunda crisis social y política, necesitada de reformas urgentes y de un líder capaz.
Parece que la tumba del Alejandro III ha sido abierta en algún momento. La lápida tiene señales de haber sido abierta y los huesos estaban removidos.

## Matrimonio y descendencia

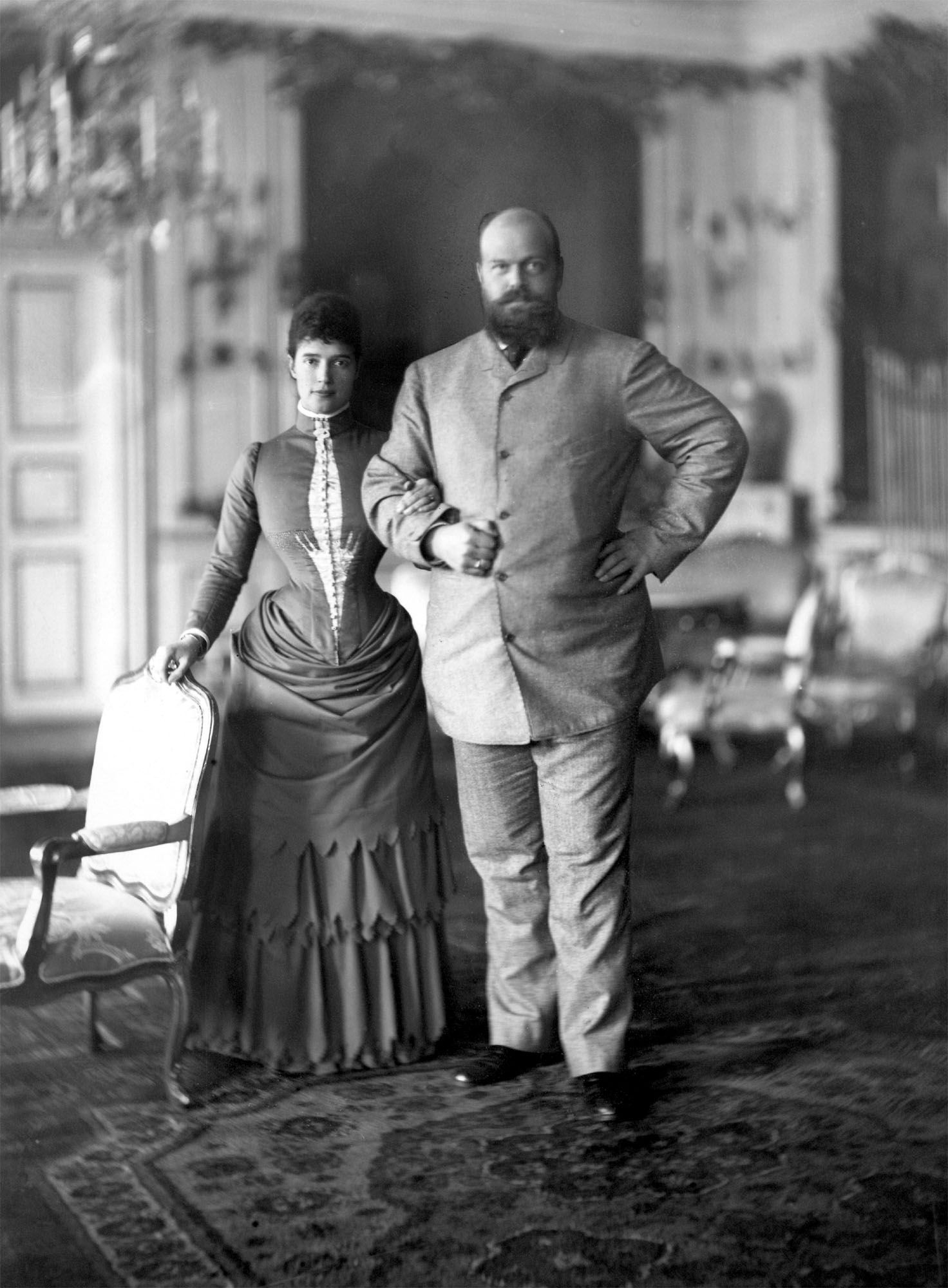
Alejandro III y su esposa Dagmar en Copenhague en 1893, un año antes de la muerte del zar

En un principio, su padre, el zar, intentó casar al joven Alejandro con Alejandra de Dinamarca, sin embargo, el casamiento fue frustrado por la reina Victoria, que se apresuró en concertar el matrimonio con su hijo y heredero al trono, el futuro Eduardo VII.
Aprovechando un viaje que Alejandro realizaría en el año 1866, Alejandro llegó a Copenhague para contraer matrimonio con la princesa Dagmar de Dinamarca (llamada María Fiódorovna tras su conversión a la fe ortodoxa). Ambos se habían conocido hacía tiempo, y Alejandro le había guardado cariño a la vieja prometida de su hermano. Ese mismo año, la pareja desembarcó en Kronstadt, contrayendo matrimonio en San Petersburgo en octubre.
Ambos se profesaron toda su vida una devoción mutua y, a diferencia de su padre, que pese a su carácter sensible instaló a su amante en el propio Palacio de Invierno estando aún casado, no se tiene constancia de que Alejandro le fuera infiel a su esposa, permaneciendo juntos hasta la muerte del zar.
- Nikolái Aleksándrovich, luego Nicolás II (1868-1918), emperador de Rusia, casado con Alix (Alejandra Fiódorovna Románova), princesa de Hesse (1872-1918).

- Alejandro Aleksándrovich (1869-1870), fallecido en la infancia.

- Jorge Aleksándrovich (1871-1899), gran duque heredero de 1894 a 1899.

- Xenia Aleksándrovna (1875-1960), casada con el gran duque Alejandro Mijáilovich de Rusia (1866-1933).

- Miguel Aleksándrovich (1878-1918), casado con Natalia Sheremétievskaya, condesa Brásova (1882-1952).

- Olga Aleksándrovna (1882-1960), casada en primeras nupcias con el príncipe Pedro Aleksándrovich de Oldenburgo (m. 1924) y en segundas con el coronel Nikolái Aleksándrovich Kulikovski.

## Anécdotas
- En un determinado momento, el zar Alejandro III se encontraba pescando en un lago cercano al palacio de Gátchina. Su ministro de Exteriores le informó de que un delegado extranjero solicitaba una audiencia urgente, a lo que Alejandro respondió: «cuando el zar está de pesca, Europa puede esperar».
- El 18 de noviembre de 2017, el presidente de Rusia Vladímir Putin inauguró en Yalta (Crimea) un grandioso monumento a Alejandro III, obra del escultor Andréi Kovalchuk. En el podio del mismo está grabada la célebre frase atribuida al emperador que reza "Rusia cuenta únicamente con dos aliados: su ejército y su armada".[2]

## Títulos, tratamientos y distinciones honoríficas

Monograma del zar Alejandro III de Rusia

### Títulos nobiliarios
| ● 10 de marzo de 1845-2 de marzo de 1865:     | Su alteza imperial el gran duque Alejandro Aleksándrovich de Rusia |
| ● 2 de marzo de 1865-13 de marzo de 1881:     | Su alteza imperial el zarévich de Rusia                            |
| ● 13 de marzo de 1881-1 de noviembre de 1894: | Su Majestad imperial el emperador y autócrata de toda Rusia        |

### Condecoraciones rusas
- Gran Maestre de la Orden de San Andrés ( Imperio ruso).
- Gran Maestre de la Orden de San Jorge ( Imperio ruso).
- Gran Maestre de la Orden del Águila Blanca ( Imperio ruso).
- Gran Maestre de la Orden de San Alejandro Nevski ( Imperio ruso).
- Gran Maestre de la Orden de Santa Ana ( Imperio ruso).
- Gran Maestre de la Orden de San Estanislao ( Imperio ruso).
- Gran Maestre de la Orden de San Vladimiro ( Imperio ruso).

### Condecoraciones extranjeras
- Caballero de la Suprema Orden de la Santísima Anunciación ( Reino de Italia).
- Caballero de la Orden del Elefante ( Dinamarca).
- Caballero de la Orden del Toisón de Oro ( España).
- Caballero de la Orden de la Jarretera ( Reino Unido).
- Caballero de la Orden del Águila Negra (

 Reino de Prusia).

## Ancestros
| \| \| \| \| \| \| \| \| \| \| \| \| \| \| \| \| \| \| \| \| 16. Pedro III de Rusia \| \| \| \| \| \| \| \| \| \| \| \| \| \| \| \| \| \| \| \| \| \| \| \| \| \| \| \| \| \| \| \| \| \| \| \| \| \| \| \| \| \| \| \| \| \| \| \| \| \| \| \| \| \| 8. Pablo I de Rusia \| \| \| \| \| \| \| \| \| \| \| \| \| \| \| \| \| \| \| \| \| \| \| \| \| \| \| \| \| \| \| \| \| \| \| \| \| \| \| \| \| \| \| \| \| \| \| \| \| \| \| \| \| \| 17. Catalina II de Rusia \| \| \| \| \| \| \| \| \| \| \| \| \| \| \| \| \| \| \| \| \| \| \| \| \| \| \| \| \| \| \| \| \| \| \| \| \| \| \| \| \| \| \| \| \| \| \| \| \| \| \| \| \| \| 4. Nicolás I de Rusia \| \| \| \| \| \| \| \| \| \| \| \| \| \| \| \| \| \| \| \| \| \| \| \| \| \| \| \| \| \| \| \| \| \| \| \| \| \| \| \| \| \| \| \| \| \| \| \| \| \| \| \| \| \| 18. Federico II Eugenio de Wurtemberg \| \| \| \| \| \| \| \| \| \| \| \| \| \| \| \| \| \| \| \| \| \| \| \| \| \| \| \| \| \| \| \| \| \| \| \| \| \| \| \| \| \| \| \| \| \| \| \| \| \| \| \| \| \| 9. Sofía Dorotea de Wurtemberg \| \| \| \| \| \| \| \| \| \| \| \| \| \| \| \| \| \| \| \| \| \| \| \| \| \| \| \| \| \| \| \| \| \| \| \| \| \| \| \| \| \| \| \| \| \| \| \| \| \| \| \| \| \| 19. Federica de Brandeburgo-Schwedt \| \| \| \| \| \| \| \| \| \| \| \| \| \| \| \| \| \| \| \| \| \| \| \| \| \| \| \| \| \| \| \| \| \| \| \| \| \| \| \| \| \| \| \| \| \| \| \| \| \| \| \| \| \| 2. Alejandro II de Rusia \| \| \| \| \| \| \| \| \| \| \| \| \| \| \| \| \| \| \| \| \| \| \| \| \| \| \| \| \| \| \| \| \| \| \| \| \| \| \| \| \| \| \| \| \| \| \| \| \| \| \| \| \| \| 20. Federico Guillermo II de Prusia \| \| \| \| \| \| \| \| \| \| \| \| \| \| \| \| \| \| \| \| \| \| \| \| \| \| \| \| \| \| \| \| \| \| \| \| \| \| \| \| \| \| \| \| \| \| \| \| \| \| \| \| \| \| 10. Federico Guillermo III de Prusia \| \| \| \| \| \| \| \| \| \| \| \| \| \| \| \| \| \| \| \| \| \| \| \| \| \| \| \| \| \| \| \| \| \| \| \| \| \| \| \| \| \| \| \| \| \| \| \| \| \| \| \| \| \| 21. Federica Luisa de Hesse-Darmstadt \| \| \| \| \| \| \| \| \| \| \| \| \| \| \| \| \| \| \| \| \| \| \| \| \| \| \| \| \| \| \| \| \| \| \| \| \| \| \| \| \| \| \| \| \| \| \| \| \| \| \| \| \| \| 5. Carlota de Prusia \| \| \| \| \| \| \| \| \| \| \| \| \| \| \| \| \| \| \| \| \| \| \| \| \| \| \| \| \| \| \| \| \| \| \| \| \| \| \| \| \| \| \| \| \| \| \| \| \| \| \| \| \| \| 22. Carlos II de Mecklemburgo-Strelitz \| \| \| \| \| \| \| \| \| \| \| \| \| \| \| \| \| \| \| \| \| \| \| \| \| \| \| \| \| \| \| \| \| \| \| \| \| \| \| \| \| \| \| \| \| \| \| \| \| \| \| \| \| \| 11. Luisa de Mecklemburgo-Strelitz \| \| \| \| \| \| \| \| \| \| \| \| \| \| \| \| \| \| \| \| \| \| \| \| \| \| \| \| \| \| \| \| \| \| \| \| \| \| \| \| \| \| \| \| \| \| \| \| \| \| \| \| \| \| 23. Federica de Hesse-Darmstadt \| \| \| \| \| \| \| \| \| \| \| \| \| \| \| \| \| \| \| \| \| \| \| \| \| \| \| \| \| \| \| \| \| \| \| \| \| \| \| \| \| \| \| \| \| \| \| \| \| \| \| \| \| \| 1. Alejandro III de Rusia \| \| \| \| \| \| \| \| \| \| \| \| \| \| \| \| \| \| \| \| \| \| \| \| \| \| \| \| \| \| \| \| \| \| \| \| \| \| \| \| \| \| \| \| \| \| \| \| \| \| \| \| \| \| 24. Luis IX de Hesse-Darmstadt \| \| \| \| \| \| \| \| \| \| \| \| \| \| \| \| \| \| \| \| \| \| \| \| \| \| \| \| \| \| \| \| \| \| \| \| \| \| \| \| \| \| \| \| \| \| \| \| \| \| \| \| \| \| 12. Luis I de Hesse-Darmstadt \| \| \| \| \| \| \| \| \| \| \| \| \| \| \| \| \| \| \| \| \| \| \| \| \| \| \| \| \| \| \| \| \| \| \| \| \| \| \| \| \| \| \| \| \| \| \| \| \| \| \| \| \| \| 25. Carolina de Zweibrücken-Birkenfeld \| \| \| \| \| \| \| \| \| \| \| \| \| \| \| \| \| \| \| \| \| \| \| \| \| \| \| \| \| \| \| \| \| \| \| \| \| \| \| \| \| \| \| \| \| \| \| \| \| \| \| \| \| \| 6. Luis II de Hesse-Darmstadt (discutido). \| \| \| \| \| \| \| \| \| \| \| \| \| \| \| \| \| \| \| \| \| \| \| \| \| \| \| \| \| \| \| \| \| \| \| \| \| \| \| \| \| \| \| \| \| \| \| \| \| \| \| \| \| \| 26. Jorge Guillermo de Hesse-Darmstadt \| \| \| \| \| \| \| \| \| \| \| \| \| \| \| \| \| \| \| \| \| \| \| \| \| \| \| \| \| \| \| \| \| \| \| \| \| \| \| \| \| \| \| \| \| \| \| \| \| \| \| \| \| \| 13. Luisa de Hesse-Darmstadt \| \| \| \| \| \| \| \| \| \| \| \| \| \| \| \| \| \| \| \| \| \| \| \| \| \| \| \| \| \| \| \| \| \| \| \| \| \| \| \| \| \| \| \| \| \| \| \| \| \| \| \| \| \| 27. Carolina de Nassau-Saarbrücken \| \| \| \| \| \| \| \| \| \| \| \| \| \| \| \| \| \| \| \| \| \| \| \| \| \| \| \| \| \| \| \| \| \| \| \| \| \| \| \| \| \| \| \| \| \| \| \| \| \| \| \| \| \| 3. María de Hesse-Darmstadt \| \| \| \| \| \| \| \| \| \| \| \| \| \| \| \| \| \| \| \| \| \| \| \| \| \| \| \| \| \| \| \| \| \| \| \| \| \| \| \| \| \| \| \| \| \| \| \| \| \| \| \| \| \| 28. Carlos Federico I de Baden \| \| \| \| \| \| \| \| \| \| \| \| \| \| \| \| \| \| \| \| \| \| \| \| \| \| \| \| \| \| \| \| \| \| \| \| \| \| \| \| \| \| \| \| \| \| \| \| \| \| \| \| \| \| 14. Carlos Luis de Baden \| \| \| \| \| \| \| \| \| \| \| \| \| \| \| \| \| \| \| \| \| \| \| \| \| \| \| \| \| \| \| \| \| \| \| \| \| \| \| \| \| \| \| \| \| \| \| \| \| \| \| \| \| \| 29. Carolina Luisa de Hesse-Darmstadt \| \| \| \| \| \| \| \| \| \| \| \| \| \| \| \| \| \| \| \| \| \| \| \| \| \| \| \| \| \| \| \| \| \| \| \| \| \| \| \| \| \| \| \| \| \| \| \| \| \| \| \| \| \| 7. Guillermina de Baden \| \| \| \| \| \| \| \| \| \| \| \| \| \| \| \| \| \| \| \| \| \| \| \| \| \| \| \| \| \| \| \| \| \| \| \| \| \| \| \| \| \| \| \| \| \| \| \| \| \| \| \| \| \| 30. Luis IX de Hesse-Darmstadt \| \| \| \| \| \| \| \| \| \| \| \| \| \| \| \| \| \| \| \| \| \| \| \| \| \| \| \| \| \| \| \| \| \| \| \| \| \| \| \| \| \| \| \| \| \| \| \| \| \| \| \| \| \| 15. Amalia de Hesse-Darmstadt \| \| \| \| \| \| \| \| \| \| \| \| \| \| \| \| \| \| \| \| \| \| \| \| \| \| \| \| \| \| \| \| \| \| \| \| \| \| \| \| \| \| \| \| \| \| \| \| \| \| \| \| \| \| 31. Carolina de Zweibrücken-Birkenfeld \| \| \| \| \| \| \| \| \| \| \| \| \| \| \| \| \| \| \| \| \| \| \| \| \| \| \| \| \| \| \| \| \| \| \| \| \| \| \| \| \| \| \| \| \| \| \| \| \| \| \| \| |                                            |  |  |  |  |  |  |  |  |  |  |  |  |  |  |  |
| |                                            |  |  |  |  |  |  |  |  |  |  |  |  |  |  |  |
| | 16. Pedro III de Rusia                     |  |  |  |  |  |  |  |  |  |  |  |  |  |  |  |
| |                                            |  |  |  |  |  |  |  |  |  |  |  |  |  |  |  |
| |                                            |  |  |  |  |  |  |  |  |  |  |  |  |  |  |  |
| | 8. Pablo I de Rusia                        |  |  |  |  |  |  |  |  |  |  |  |  |  |  |  |
| |                                            |  |  |  |  |  |  |  |  |  |  |  |  |  |  |  |
| |                                            |  |  |  |  |  |  |  |  |  |  |  |  |  |  |  |
| | 17. Catalina II de Rusia                   |  |  |  |  |  |  |  |  |  |  |  |  |  |  |  |
| |                                            |  |  |  |  |  |  |  |  |  |  |  |  |  |  |  |
| |                                            |  |  |  |  |  |  |  |  |  |  |  |  |  |  |  |
| | 4. Nicolás I de Rusia                      |  |  |  |  |  |  |  |  |  |  |  |  |  |  |  |
| |                                            |  |  |  |  |  |  |  |  |  |  |  |  |  |  |  |
| |                                            |  |  |  |  |  |  |  |  |  |  |  |  |  |  |  |
| | 18. Federico II Eugenio de Wurtemberg      |  |  |  |  |  |  |  |  |  |  |  |  |  |  |  |
| |                                            |  |  |  |  |  |  |  |  |  |  |  |  |  |  |  |
| |                                            |  |  |  |  |  |  |  |  |  |  |  |  |  |  |  |
| | 9. Sofía Dorotea de Wurtemberg             |  |  |  |  |  |  |  |  |  |  |  |  |  |  |  |
| |                                            |  |  |  |  |  |  |  |  |  |  |  |  |  |  |  |
| |                                            |  |  |  |  |  |  |  |  |  |  |  |  |  |  |  |
| | 19. Federica de Brandeburgo-Schwedt        |  |  |  |  |  |  |  |  |  |  |  |  |  |  |  |
| |                                            |  |  |  |  |  |  |  |  |  |  |  |  |  |  |  |
| |                                            |  |  |  |  |  |  |  |  |  |  |  |  |  |  |  |
| | 2. Alejandro II de Rusia                   |  |  |  |  |  |  |  |  |  |  |  |  |  |  |  |
| |                                            |  |  |  |  |  |  |  |  |  |  |  |  |  |  |  |
| |                                            |  |  |  |  |  |  |  |  |  |  |  |  |  |  |  |
| | 20. Federico Guillermo II de Prusia        |  |  |  |  |  |  |  |  |  |  |  |  |  |  |  |
| |                                            |  |  |  |  |  |  |  |  |  |  |  |  |  |  |  |
| |                                            |  |  |  |  |  |  |  |  |  |  |  |  |  |  |  |
| | 10. Federico Guillermo III de Prusia       |  |  |  |  |  |  |  |  |  |  |  |  |  |  |  |
| |                                            |  |  |  |  |  |  |  |  |  |  |  |  |  |  |  |
| |                                            |  |  |  |  |  |  |  |  |  |  |  |  |  |  |  |
| | 21. Federica Luisa de Hesse-Darmstadt      |  |  |  |  |  |  |  |  |  |  |  |  |  |  |  |
| |                                            |  |  |  |  |  |  |  |  |  |  |  |  |  |  |  |
| |                                            |  |  |  |  |  |  |  |  |  |  |  |  |  |  |  |
| | 5. Carlota de Prusia                       |  |  |  |  |  |  |  |  |  |  |  |  |  |  |  |
| |                                            |  |  |  |  |  |  |  |  |  |  |  |  |  |  |  |
| |                                            |  |  |  |  |  |  |  |  |  |  |  |  |  |  |  |
| | 22. Carlos II de Mecklemburgo-Strelitz     |  |  |  |  |  |  |  |  |  |  |  |  |  |  |  |
| |                                            |  |  |  |  |  |  |  |  |  |  |  |  |  |  |  |
| |                                            |  |  |  |  |  |  |  |  |  |  |  |  |  |  |  |
| | 11. Luisa de Mecklemburgo-Strelitz         |  |  |  |  |  |  |  |  |  |  |  |  |  |  |  |
| |                                            |  |  |  |  |  |  |  |  |  |  |  |  |  |  |  |
| |                                            |  |  |  |  |  |  |  |  |  |  |  |  |  |  |  |
| | 23. Federica de Hesse-Darmstadt            |  |  |  |  |  |  |  |  |  |  |  |  |  |  |  |
| |                                            |  |  |  |  |  |  |  |  |  |  |  |  |  |  |  |
| |                                            |  |  |  |  |  |  |  |  |  |  |  |  |  |  |  |
| | 1. Alejandro III de Rusia                  |  |  |  |  |  |  |  |  |  |  |  |  |  |  |  |
| |                                            |  |  |  |  |  |  |  |  |  |  |  |  |  |  |  |
| |                                            |  |  |  |  |  |  |  |  |  |  |  |  |  |  |  |
| | 24. Luis IX de Hesse-Darmstadt             |  |  |  |  |  |  |  |  |  |  |  |  |  |  |  |
| |                                            |  |  |  |  |  |  |  |  |  |  |  |  |  |  |  |
| |                                            |  |  |  |  |  |  |  |  |  |  |  |  |  |  |  |
| | 12. Luis I de Hesse-Darmstadt              |  |  |  |  |  |  |  |  |  |  |  |  |  |  |  |
| |                                            |  |  |  |  |  |  |  |  |  |  |  |  |  |  |  |
| |                                            |  |  |  |  |  |  |  |  |  |  |  |  |  |  |  |
| | 25. Carolina de Zweibrücken-Birkenfeld     |  |  |  |  |  |  |  |  |  |  |  |  |  |  |  |
| |                                            |  |  |  |  |  |  |  |  |  |  |  |  |  |  |  |
| |                                            |  |  |  |  |  |  |  |  |  |  |  |  |  |  |  |
| | 6. Luis II de Hesse-Darmstadt (discutido). |  |  |  |  |  |  |  |  |  |  |  |  |  |  |  |
| |                                            |  |  |  |  |  |  |  |  |  |  |  |  |  |  |  |
| |                                            |  |  |  |  |  |  |  |  |  |  |  |  |  |  |  |
| | 26. Jorge Guillermo de Hesse-Darmstadt     |  |  |  |  |  |  |  |  |  |  |  |  |  |  |  |
| |                                            |  |  |  |  |  |  |  |  |  |  |  |  |  |  |  |
| |                                            |  |  |  |  |  |  |  |  |  |  |  |  |  |  |  |
| | 13. Luisa de Hesse-Darmstadt               |  |  |  |  |  |  |  |  |  |  |  |  |  |  |  |
| |                                            |  |  |  |  |  |  |  |  |  |  |  |  |  |  |  |
| |                                            |  |  |  |  |  |  |  |  |  |  |  |  |  |  |  |
| | 27. Carolina de Nassau-Saarbrücken         |  |  |  |  |  |  |  |  |  |  |  |  |  |  |  |
| |                                            |  |  |  |  |  |  |  |  |  |  |  |  |  |  |  |
| |                                            |  |  |  |  |  |  |  |  |  |  |  |  |  |  |  |
| | 3. María de Hesse-Darmstadt                |  |  |  |  |  |  |  |  |  |  |  |  |  |  |  |
| |                                            |  |  |  |  |  |  |  |  |  |  |  |  |  |  |  |
| |                                            |  |  |  |  |  |  |  |  |  |  |  |  |  |  |  |
| | 28. Carlos Federico I de Baden             |  |  |  |  |  |  |  |  |  |  |  |  |  |  |  |
| |                                            |  |  |  |  |  |  |  |  |  |  |  |  |  |  |  |
| |                                            |  |  |  |  |  |  |  |  |  |  |  |  |  |  |  |
| | 14. Carlos Luis de Baden                   |  |  |  |  |  |  |  |  |  |  |  |  |  |  |  |
| |                                            |  |  |  |  |  |  |  |  |  |  |  |  |  |  |  |
| |                                            |  |  |  |  |  |  |  |  |  |  |  |  |  |  |  |
| | 29. Carolina Luisa de Hesse-Darmstadt      |  |  |  |  |  |  |  |  |  |  |  |  |  |  |  |
| |                                            |  |  |  |  |  |  |  |  |  |  |  |  |  |  |  |
| |                                            |  |  |  |  |  |  |  |  |  |  |  |  |  |  |  |
| | 7. Guillermina de Baden                    |  |  |  |  |  |  |  |  |  |  |  |  |  |  |  |
| |                                            |  |  |  |  |  |  |  |  |  |  |  |  |  |  |  |
| |                                            |  |  |  |  |  |  |  |  |  |  |  |  |  |  |  |
| | 30. Luis IX de Hesse-Darmstadt             |  |  |  |  |  |  |  |  |  |  |  |  |  |  |  |
| |                                            |  |  |  |  |  |  |  |  |  |  |  |  |  |  |  |
| |                                            |  |  |  |  |  |  |  |  |  |  |  |  |  |  |  |
| | 15. Amalia de Hesse-Darmstadt              |  |  |  |  |  |  |  |  |  |  |  |  |  |  |  |
| |                                            |  |  |  |  |  |  |  |  |  |  |  |  |  |  |  |
| |                                            |  |  |  |  |  |  |  |  |  |  |  |  |  |  |  |
| | 31. Carolina de Zweibrücken-Birkenfeld     |  |  |  |  |  |  |  |  |  |  |  |  |  |  |  |
| |                                            |  |  |  |  |  |  |  |  |  |  |  |  |  |  |  |
| |                                            |  |  |  |  |  |  |  |  |  |  |  |  |  |  |  |

| Predecesor: Alejandro II | Emperador y Autócrata de Toda Rusia 13 de marzo de 1881 - 1 de noviembre de 1894 | Sucesor: Nicolás II |